# Arhysosage atrolunata
Arhysosage atrolunata là một loài Hymenoptera trong họ Andrenidae. Loài này được Engel mô tả khoa học năm 2000.